# Expedition 42
Expedition 42 è la 42ª missione di lunga durata verso la Stazione spaziale internazionale (ISS). Ha avuto inizio a novembre 2014 ed è terminata a marzo 2015. La missione ha portato nello spazio la prima astronauta donna italiana, Samantha Cristoforetti.

## Equipaggio
| Ruolo               | Novembre 2014                                 | Novembre 2014 – Marzo 2015                    |
| ------------------- | --------------------------------------------- | --------------------------------------------- |
| Comandante          | Barry Wilmore, NASA Secondo volo              | Barry Wilmore, NASA Secondo volo              |
| Ingegnere di volo 1 | Aleksandr Samokutjaev, Roscosmos Secondo volo | Aleksandr Samokutjaev, Roscosmos Secondo volo |
| Ingegnere di volo 2 | Elena Serova, Roscosmos Primo volo            | Elena Serova, Roscosmos Primo volo            |
| Ingegnere di volo 3 |                                               | Anton Škaplerov, Roscosmos Secondo volo       |
| Ingegnere di volo 4 |                                               | Samantha Cristoforetti, ESA Primo volo        |
| Ingegnere di volo 5 |                                               | Terry Virts, NASA Secondo volo                |

Fonte: ESA

## Nella cultura di massa

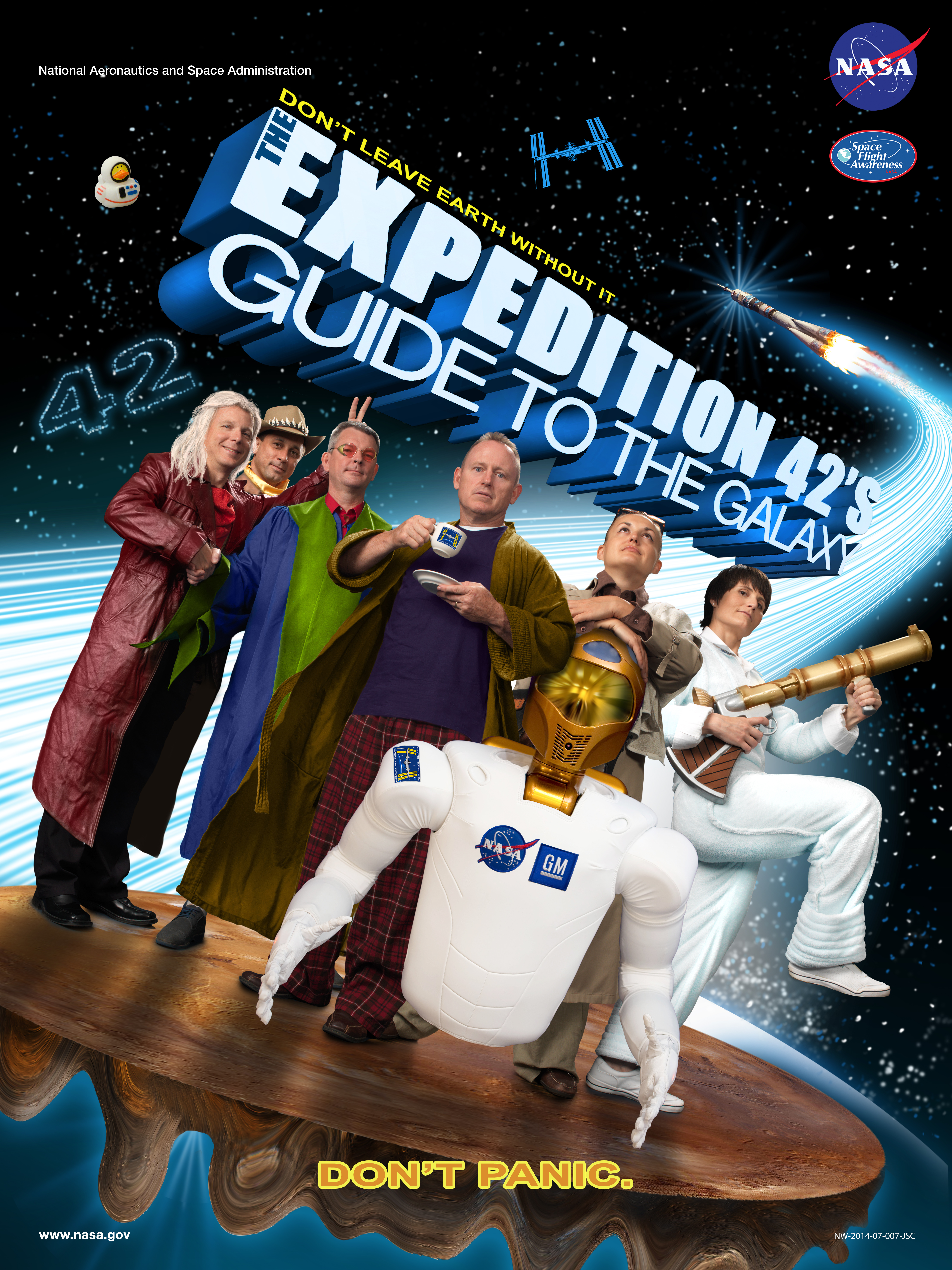
Manifesto della missione realizzato dall'equipaggio della ISS Expedition 42 in onore della serie Guida galattica per gli autostoppisti.

Una versione romanzata di Expedition 42 è contenuta nel film Gravity del 2013. L'equipaggio, mai mostrato, è costretto ad evacuare la Stazione Spaziale Internazionale in una capsula Sojuz prima dell'arrivo di detriti orbitali.
Poiché nell'universo fantascientifico di Douglas Adams il numero 42 è la risposta alla domanda fondamentale sulla vita, l'universo e tutto quanto, il poster della NASA dedicato alla spedizione è in tema con la Guida galattica per gli autostoppisti.